# Drino bohemica
Drino bohemica är en tvåvingeart som beskrevs av Louis-Paul Mesnil 1949. Drino bohemica ingår i släktet Drino och familjen parasitflugor. Arten är reproducerande i Sverige. Inga underarter finns listade i Catalogue of Life.